# Urtornet i Graz

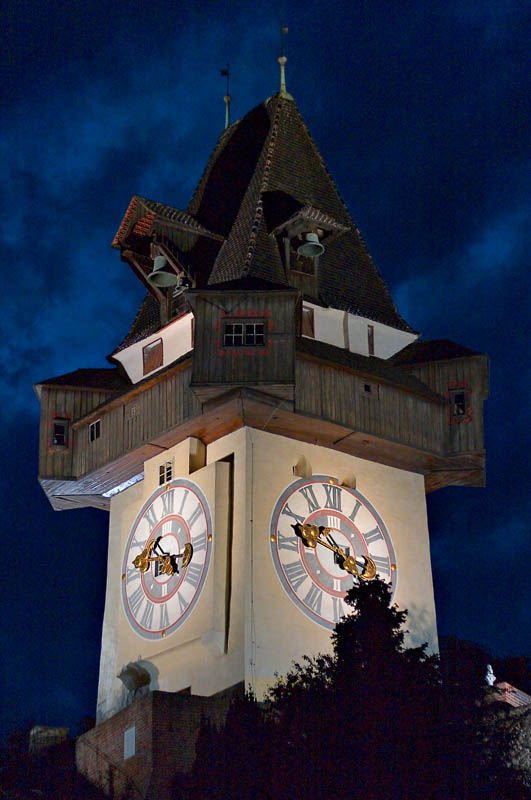
Urtornet

Urtornet i Graz (Österrike) är ett 28 m högt torn på slottsberget. Urtornet är stadens symbol.
De äldsta delarna byggdes troligen på 1200-talet. Tornet omnämndes för första gången 1265. Det nuvarande utseendet fick tornet vid en ombyggnad kring 1560. 1712 försågs tornet med fyra stora urtavlor på vardera sidan av tornet som har mer än 5 meter i diameter. Ursprungligen hade uret bara timvisare. Minutvisarna monterades senare och gjordes då mindre för att kunna skilja dem från timvisarna. Så är det fortfarande i dag. 
När fästningen på slottsberget enligt bestämmelserna i freden i Schönbrunn revs 1809 köptes tornet fri av stadens borgerskap. 
I tornet finns tre klockor. ”Timklockan” som enligt en inskrift är den äldsta (1382) slår varje hel timme. ”Eldklockan” från 1645 varnade för eld. ”Syndarklockan” från ca 1450 slog ursprungligen bara vid avrättningar, men på 1800-talet signalerade den stängningstiden.
2003 när Graz var Europas kulturhuvudstad byggdes en ”skugga” av konstnären Markus Winterfall, ett svart tvillingtorn gjort av stål. Efter kulturårets slut såldes ”skuggan” till ett shoppingcenter vid stadens utkant.